# BMW R1200 RT
La BMW R1200 RT è una motocicletta stradale da turismo prodotta dalla casa motociclistica tedesca BMW Motorrad a partire dal 
2005 al 2019. 

## Descrizione
Annunciata attraverso la diffusione di alcune immagini e dati tecnici a fine novembre, è stata presentata in anteprima a dicembre 2004 al Motor Show di Bologna. A spingere la moto c'è un propulsore bicilindrico boxer da 1170 cm³ a 4 tempi con distribuzione a quattro valvole per cilindro per un totale di 8 comandate da un singolo albero a camme in testa, con un sistema di lubrificazione a carter secco e raffreddamento mistio ad aria/olio. Il rapporto di compressione è pari a 12.0:1.
Nel novembre 2009 la moto è stata sottoposta ad un profondo aggiornamento meccanico, il principale ha riguardato il motore, al quale sono state modificate le testate con un nuovo sistema di distribuzione bialbero, dotate di valvole radiali con diametro maggiorato. Altre modifiche hanno riguardato i pistoni alleggeriti e realizzati in alluminio forgiato, nuovi corpi farfallati e l'introduzione di uno scarico con valvola parzializzatrice per migliorare la resa ai bassi regimi.
Nel 2013 ad EICMA è stata presentata una versione ulteriormente rinnovata ed evoluta sia nell'estetica che in quella motoristica, con il propulsore che guadagna il raffreddamento a liquido e beneficia di un incremento della potenza.